# Sztankóczy Zoltán
Sztankóczy Zoltán (Arad, 1916. október 23. – Budapest, 2002. május 4.) a magyar unitárius egyház vallásos életének, a teológia tudományos művelésének markáns világi teológusa volt a 20. század utolsó évtizedeiben.

## Életútja
Édesapja Sztankóczy Ödön, aki a Magyar Államvasútnál dolgozott, édesanyja Réthy Erzsébet, öccse Géza volt. A család a trianoni békediktátum erdélyi következményei miatt Magyarországra költözött.
Elemi és középfokú tanulmányait Budapesten végezte. Egyetemi tanulmányait 1940-ben kezdte meg Kolozsváron, a bécsi döntést követően a részben visszatért Kolozsvári Magyar Királyi Ferenc József Tudományegyetem újonnan alapított közgazdasági karán 1944-ben oklevelet szerzett. Ugyanitt 1945-ben "summa cum laude" minősítéssel a doktori fokozatot is megszerezte (az egyetem 1945 májusában megszűnt).
A második világháború után végleg Budapestre költözött, ahol új életlehetőségek nyíltak meg számára. Kezdetben a MÁV budapesti igazgatóságán dolgozott, majd a nemzetközi közlekedés és a közlekedésfejlesztés területén tevékenykedett, részben gyakorlati, részben tudományos és egyetemi oktatói munkakörökben. Ezeknek a munkaköröknek a betöltéséhez szükséges német, francia, olasz nyelvből képesítést szerzett. Tehetségének és szorgalmának köszönhetően a Közlekedési Minisztérium osztályvezetője, majd az Országos Tervhivatal főosztályvezetője megbízatásokban töltött be felelősségteljes vezetői munkaköröket. Tagja volt a Magyar Tudományos Akadémia közlekedési főbizottságának.
Sztankóczy Zoltán a sikeres világi életpálya befejezése után, a nyugdíjas éveinek kezdetén kapcsolódott be intenzíven a Magyarországi Unitárius Egyház és a budapesti unitárius egyházközségek tevékenységébe. Jelentős teológiai munkásságot fejtett ki az egyház életében.

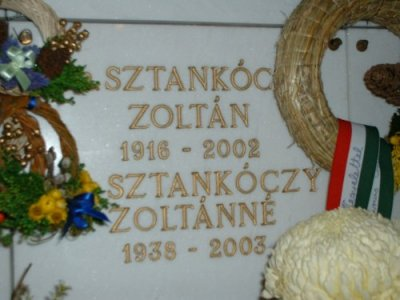
Sztankóczy-urnafal

Diákkora óta foglalkoztatták a teológiai kérdések, ám csak nyugdíjas éveiben adódott lehetősége, hogy igazán elmélyüljön azokban. Első lépésként Teilhard műveivel, később Hans Küng, Rahner, Ratzinger és Glinka tanulmányaival ismerkedett meg. Ezzel párhuzamosan protestáns szerzők műveit is tanulmányozta, többek között Tillich, Bultmann műveit. Külön érdem, hogy e szerzők műveit eredeti nyelven olvasta. Célja volt, hogy a 20. század második felének újszövetségi teológiáját tanulmányozza és exegéziseit megismerje. Ökumenikus gondolkodásának jellemző vonása volt a közös paradigmák keresése a keresztény teológiában.
Rövid betegeskedés után, 2002. május 4-én otthonában hunyt el. Az urnás temetése 2002. május 31-én történt a Szent Gellért-urnatemető ravatalozójában.

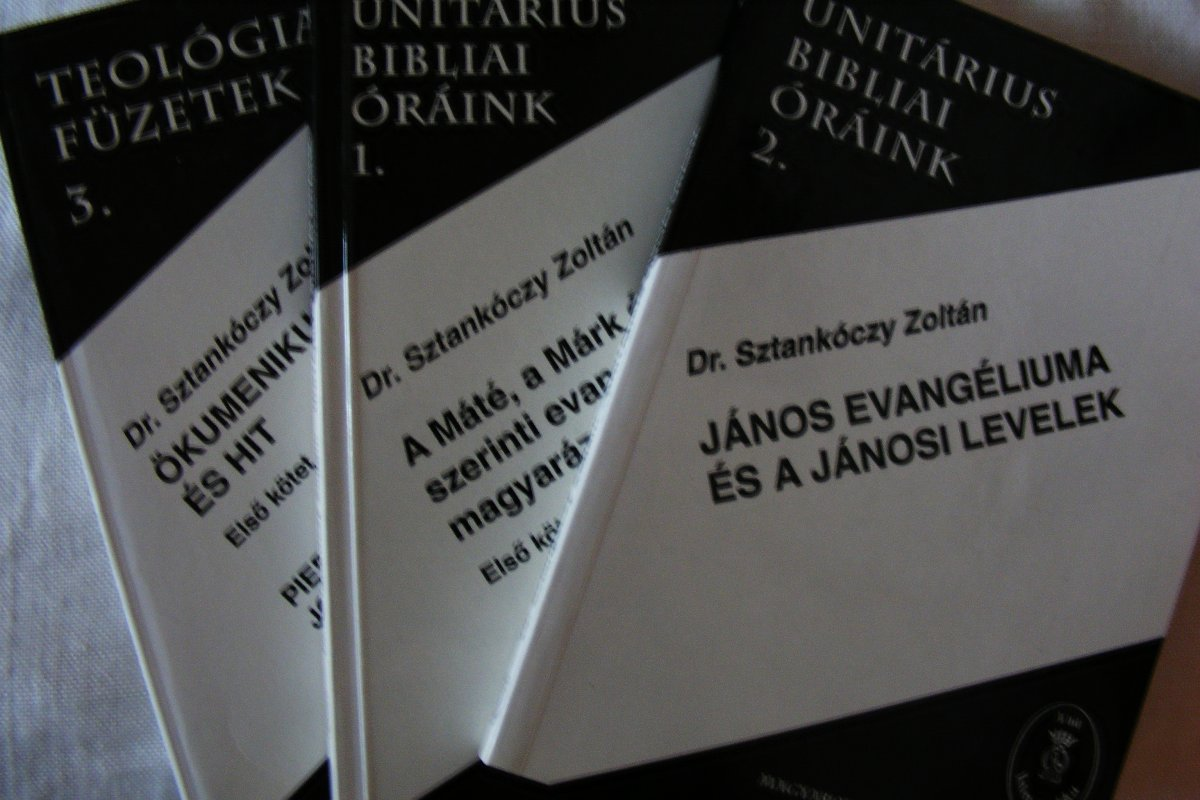
Sztankóczy Zoltán három könyvének borítója

## Munkássága
- Ökumenikus gondolkodás és hit – Teológiai füzetek 3. száma[2]
- Szemelvények unitárius és szabadelvű keresztény írásokból 1992-1993. – Teológiai füzetek 2. száma[3]
- A Máté, a Márk és a Lukács szerinti evangéliumok magyarázatai – Unitárius bibliai óráink 1. könyv[4]
- János evangéliuma és a Jánosi levelek – Unitárius bibliai óráink 2. könyv[5]